# Clormayenite
La clormayenite (simbolo IMA: Cmy) è un minerale ed è un ossido raro del supergruppo della mayenite con la composizione chimica idealizzata Ca12Al14O32Cl2. 

## Etimologia e storia
Questo minerale è stato scoperto nell'area del Laacher See vicino a Mayen nella zona dell'Eifel, Germania.
All'atto della scoperta (nel 1964) il minerale è stato denominato mayenite in riferimento alla località di ritrovamento, ma delle analisi condotte nel 2012 hanno appurato la presenza di cloro nella composizione pertanto la formula chimica è cambiata da Ca12Al14O33 a Ca12Al14O32[☐4Cl2] e il nome è stato modificato in clormayenite.
Dall'inizio del 20º secolo, è noto un alluminato di calcio cubico, per il quale la composizione 5CaO • 3Al2O3. Poiché gli alluminati di calcio sono composti importanti del clinker di cemento, da allora sono stati intensamente studiati.
La struttura di questo composto è stata chiarita nel 1936 da W. Büssem e A. Eitel presso la Società Kaiser Wilhelm per la ricerca sui silicati. Nel corso degli studi della struttura, hanno corretto la composizione a 12CaO • 7Al2O3, C12A7 secondo la notazione chimica del cemento.
Le prime scoperte di un alluminato di calcio cubico naturale sono state fatte nel 1963 da L. Heller in una roccia di spurrite nell'affioramento di Nalhal Ayalon della Formazione Hatrurim in Israele. È un minerale comune in molti affioramenti della formazione pirometamorfica di Hatrurim.
Un anno dopo, è stata descritta come un nuovo minerale da Gerhard Hentschel insieme alla brownmillerite in inclusioni calcaree provenienti dalle lave dell'Ettringer Bellerberg con la composizione Ca12Al14O33. Chiamò il nuovo minerale mayenite in onore della vicina città di Mayen.
L'analogo del cloro di C12A7, il composto 11CaO • 7Al2O3 • CaCl2, o Ca12Al14O32Cl2, è stato sintetizzato nel 2008 da Tomoyuki Iwata e collaboratori della Nagoya University of Technology di Nagoya, in Giappone, e la struttura è stata studiata.
Due anni dopo, Chi Ma e collaboratori descrissero la prima presenza naturale di questo composto nel meteorite NWA 1934, una condrite CV3 proveniente dall'Africa nord-occidentale. La clormayenite è stata inizialmente riconosciuta come un nuovo minerale dalla Commissione per i nuovi minerali, la nomenclatura e la classificazione (CNMNC) dell'Associazione Mineralogica Internazionale con il nome di brearleyite, dal mineralogista Adrian J. Brearley dell'Università del Nuovo Messico.
Nel corso della ridefinizione del supergruppo della mayenite dal 2010, sono state riesaminate le mayeniti provenienti da vari siti, tra cui la mayenite dell'Ettringer Bellerberg. Non è stato possibile confermare la composizione indicata da Hentschel. La mayenite della località tipo contiene cloro e la sua composizione è simile a quella della brearleyite. Mayenite e brearleyite sono state successivamente scartate come nomi minerali e il nuovo nome clormayenite è stato introdotto per il minerale con la composizione ideale Ca12Al14O32[☐4Cl2]. Il vecchio nome mayenite è sopravvissuto nella letteratura scientifica dei materiali ed è riservato come nome minerale per una presenza naturale del composto Ca12Al14O32[☐5O] (C12A7).

## Classificazione
La classica 9ª edizione della sistematica minerale di Strunz, che è stata aggiornata l'ultima volta dall'IMA nel 2009, elenca la clormayenite nella classe "4.C Metallo:Ossigeno = 2:3, 3:5 e simili"; questa è ulteriormente suddivisa in base alla dimensione relativa dei cationi coinvolti, in modo che il minerale possa essere trovato in base alla sua composizione nella suddivisione "con cationi di media e grande dimensione", dove forma il gruppo senza nome 4.CC.20 insieme alla fluormayenite.
Nella decima edizione della classificazione dei minerali di Strunz, curata dal database "mindat.org", tale classificazione resta invariata e la clormayenite è elencata nel sistema 4.CC.20 insieme alla paseroite, alla mianningite e ad altri due minerali ancora in attesa di un nome. dove appartengono al supergruppo della mayenite con meno di 4 atomi di cloro e 2 di silicio per unità di formula.
Nella Sistematica dei lapis (Lapis-Systematik) di Stefan Weiß la clormayenite è elencata nella classe degli "ossidi con il rapporto di metallo : ossigeno = 1:1 e 2:1 (M2O, MO)", dove il minerale forma il gruppo senza nome IV/A.07 insieme a bitikleite, brownmillerite, clorkyuygenite, dzhuluite, elbrusite, fluorkyuygenite, fluormayenite, shulamitite, srebrodolskite, tululite e usturite.
Anche la classificazione dei minerali di Dana, che viene utilizzata principalmente nel mondo anglosassone, classifica la clormayenite nella classe degli "ossidi e idrossidi" e lì nella sottoclasse "ossidi multipli". Qui è l'unico membro del gruppo senza nome 07.11.03 all'interno della suddivisione "ossidi multipli come titano-ossidi con sostituzioni [4] e [6]".

## Chimica
La clormayenite con la composizione idealizzata {\displaystyle {\ce {^{[X]}Ca_{12}\,^{[T]}Al_{14}^{3+}O_{32}\,^{[W]}[\Box _{4}Cl_{2}]}}} è l'analogo del cloro della fluormayenite {\displaystyle {\ce {(^{[X]}Ca^{12}\,^{[T]}Al_{14}^{3+}O_{32}\,^{[W]}[\Box _{4}F_{2}])}}}, dove {\displaystyle {\ce {[X], [T]}}} e {\displaystyle {\ce {[W]}}} sono le posizioni nella struttura mayenite e {\displaystyle {\ce {\Box }}} indica una posizione reticolare non occupata.
La composizione della clormayenite dalle località tipo è:
- Ettringer Bellerberg: {\displaystyle {\ce {^{[X]}Ca_{12}\,^{[T]}(Al_{13,513}Fe_{0,456}^{3+}Mg_{0,012}Si_{0,007}Ti_{0,003})O_{31,324}(OH)_{2,028}\,^{[W]}[\Box _{4,581}Cl_{1,323}]}}}[14]
- Meteorite Noah 1934: {\displaystyle \mathrm {^{[X]}(Ca_{11,91}Na_{0,06})\,^{[T]}(Al_{13,89}Fe_{0,16}^{3+}Ti_{0,01})O_{31,89}\,^{[W]}[\Box _{3,89}Cl_{2,11}]} }[13]

Le deviazioni dalla composizione ideale sono dovute principalmente a due serie di cristalli misti. Da un lato, Fe3+ è incorporato nelle posizioni {\displaystyle {\ce {[T]}}}, secondo la reazione di scambio
{\displaystyle {\ce {^{[T]}Al = \,^{[T]}Fe^{3+}}}} (ipotetico analogo del Fe della clormayenite)
D'altra parte, la miscela con l'ipotetico analogo-OH {\displaystyle \mathrm {^{[X]}Ca_{12}\,^{[T]}Al_{14}^{3+}O_{30}(OH)_{6}\,^{[W]}[\Box _{6}]} } porta allo scambio di ossigeno (O2-) e cloro (Cl-) da parte di 3 (OH) secondo la reazione
{\displaystyle \mathrm {^{[O2]}O^{2-}+3\,^{[O2a]}\Box +^{[W]}Cl^{-}=^{[O2]}\Box +3\,^{[O2a]}(OH)^{-}+\,^{[W]}\Box } }
Inoltre, ad esempio, cristalli di cloromayenite-wadalite zonati da depositi di carbone esaurito e clorosameeniti ricche di Si-Cl da xenoliti della caldera di Chengem dimostrano una serie completa di cristalli misti con wadalite secondo la reazione di scambio:
{\displaystyle \mathrm {^{[T]}Al^{3+}+\,^{[W]}\Box =^{[T]}Si^{4+}+\,^{[W]}Cl^{-}} }
I ritrovamenti di mayeniti contenenti cloro e fluoro in vari affioramenti della formazione Hatrurim in Israele, Giordania e Palestina mostrano una formazione di cristalli misti di clormayenite e fluormayenite:
{\displaystyle {\ce {^{[Y]}Cl^- = \,^{[W]}F^-}}}

## Abito cristallino
La clormayenite cristallizza nel sistema cristallino cubico nel gruppo spaziale I43d (gruppo nº 220) con 2 unità di formula per cella unitaria. Il cristallo misto naturale della località tipo ha la costante di reticolo a = 12,0320 Å.
La struttura è quella del composto cementizio Ca12Al14O33. L'alluminio (Al3+) occupa le due posizioni {\displaystyle {\ce {T}}} tetraedriche circondate da 4 ioni ossigeno. Formano una struttura tetraedrica che racchiude gabbie interconnesse e ognuna di queste gabbie è occupata da due ioni calcio (Ca2+), che sono irregolarmente circondati da 6 ossigeni. Nel loro centro tra gli ioni calcio, 1/3 delle gabbie contengono uno ione cloro (Cl-).
La sostituzione di un ossigeno della posizione O2 e di uno ione cloro della posizione {\displaystyle {\ce {W}}} con tre gruppi {\displaystyle {\ce {OH}}} nella posizione O2a altrimenti non occupata porta a un aumento del numero di coordinazione dell'alluminio adiacente di una posizione T1 da 4 a 6. Nella clormayenite della località tipo, circa il 10% degli ioni di alluminio su T1 sono ottaedrici circondati da 6 ossigeni.

## Morfologia
La clormayenite è stata scoperta sotto forma di grani arrotondati fino a 60 µm senza facce cristalline.

## Origine e giacitura
La clormayenite si forma a bassa pressione e ad alte temperature durante la conversione di sedimenti ricchi di calcio da parte di un fluido ricco di cloro. A temperature più basse e in presenza di acqua, la clormayenite viene convertita in clorkyuygenite.
Nei meteoriti, la chlorfameenite è un prodotto di conversione degli alluminati di calcio primari (krotite) da parte di un fluido ricco di cloro. I fluidi ricchi d'acqua possono convertire la clormayenite in clorkyuygenite.

### Skarn
La località tipo della clormayenite è uno xenolite skarn metamorfico di contatto proveniente dalla tefrite di leucite del campo di Mayen sulla colata lavica meridionale del vulcano Bellerberg vicino a Ettringen vicino a Mayen nell'Eifel, Renania-Palatinato (Germania). Si trova insieme a ettringite, calcite, wollastonite, gehlenite, larnite, diopside, brownmillerite, grossularia, pirrotite, spinello, afwillite, idrocalumite e portlandite..
Casi comparabili sono gli xenoliti dell'olivina-nefelite dell'Emmelberg vicino a Üdersdorf nell'Eifel, e la basanite nefelina nel collasso della massicciata vicino a Klöch vicino a Bad Radkersburg in Stiria in Austria.
In diversi affioramenti della formazione Hatrurim in Israele, Palestina e Giordania, clormayenite e fluormayenite sono state rilevate in rocce calcaree pirometamorfiche.

### Meteorite
Nel meteorite NWA 1934, una condrite CV3 proveniente dall'Africa nord-occidentale, la clormayenite si trova in un'inclusione ricca di calcio e alluminio (CAI) ricca di krotite insieme a hercynite, perovskite e gehlenite. Si ritiene che la clormayenite si sia formata durante la reazione della krotite con un gas ricco di cloro.
{\displaystyle {\ce {12CaAl2O4(krotite) \,+\, Cl2 (Gas) = Ca12Al14O32Cl2(clormaynite) \,+\, 5Al2O3 (corindone) + 0,5O2}}}
Il corindone ha reagito con l'ossido di ferro da un fluido per formare l'hercynite:
{\displaystyle {\ce {Al2O3(corindone) \,+\, FeO (gas) = FeAl2O4 (hercynite)}}}

### Clinker pirometamorfico proveniente da discariche di carbone
In un nodulo di clinker di cal-silicato proveniente dal cumulo di residui bruciati della miniera di carbone di Kalinin nel Donbass, in Ucraina, è stata trovata clormayenite insieme a spurrite, kumtyubeite, oldhamite, jasmundite, larnite, brownmillerite, wadalite e cuspidina.
Giacimenti simili si possono trovare in cumuli di residui di carbone in Russia, Polonia e Repubblica Ceca.

## Forma in cui si presenta in natura
La clormayenite sviluppa solo cristalli molto piccoli e incolori o grani tondeggianti di dimensioni inferiori a 0,1 mm.